# Hypodactylus elassodiscus
Espèce
Synonymes
- Eleutherodactylus elassodiscus Lynch, 1973

Statut de conservation UICN

 EN B1ab(iii) : En danger
Hypodactylus elassodiscus est une espèce d'amphibiens de la famille des Craugastoridae.

## Répartition
Cette espèce se rencontre entre 2 300 et 2 900 m d'altitude sur le versant amazonien de la cordillère Orientale :
- dans le nord-est de l'Équateur dans les provinces  de Sucumbíos et de Napo ;
- dans le sud de la Colombie dans le département de Putumayo.

## Description
Les mâles mesurent de 22,0 à 29,2 mm et les femelles de 29,7 à 36,9 mm.

## Publication originale
- Lynch, 1973 : A new narrow-toed frog from Andean Ecuador (Leptodactylidae: Eleutherodactylus). Copeia, vol. 1973, no 2, p. 222-225.